# Шапел Монлинар
Шапел Монлинар (фр. Chapelle-Montlinard) насеље је и општина у централној Француској у региону Центар (регион), у департману Шер која припада префектури Бурж.
По подацима из 2011. године у општини је живело 497 становника, а густина насељености је износила 29,0 становника/km². Општина се простире на површини од 17,14 km². Налази се на средњој надморској висини од 175 метара (максималној 188 m, а минималној 150 m).

## Демографија
| 1962. | 1968. | 1975. | 1982. | 1990. | 1999. | 2011. |
| ----- | ----- | ----- | ----- | ----- | ----- | ----- |
| 469   | 477   | 497   | 515   | 506   | 494   | 497   |

График промене броја становника у току последњих година